# Sigrid Agren
Sigrid Agren (ur. 24 kwietnia 1991 w Schœlcher na Martynice) – francuska modelka. Występowała m.in. na pokazach Prady i Calvina Kleina.

## Życiorys
Sigrid Agren urodziła się 24 kwietnia 1991 r. na karaibskiej wyspie Martynice, stanowiącej departament Francji. Kiedy miała trzynaście lat, wstąpiła do francuskiej wersji Elite Model Look. Dzięki temu konkursowi mogła udać się na półfinały w Paryżu. Ona i dwoje innych uczestników konkursu zostało wybranych, aby przejść do finałów w Szanghaju. Agren przegrała z jednym z pozostałych finalistów francuskich, Charlotte Beillard (dziś znana jako Charlotte di Calypso).
Po zakończeniu Elite Model Look, Sigrid podpisała kontrakt z Elite Model Management w Paryżu. Pracowała mało aż do zakończenia nauki szkolnej w roku 2007.
Wróciła do świata modelingu w 2008 roku, podpisując kontrakt z New York Model Management i ponownie podpisała kontrakt z Elite Model Look we wszystkich najważniejszych stolicach mody. Zadebiutowała zamykając pokaz mody domu Prada. Potem występowała na swoim pierwszym tygodniu mody, który odbył się w Nowym Jorku. Chodziła na pokazach Calvina Kleina, Ralpha Laurena, Donny Karan i Rodarte'a. Otwierała również pokazy dla Yvensa Saint-Laurenta, Karla Lagerfelda, Alexandra McQueena i Prady. Zamykała pokazy Costume National i Louis Vuitton.
W sezonie wiosna/lato 2009 stała się twarzą Prady razem z Giedre Dukauskaite i Anna Jagodzińską, a także stała się twarzą Armani Jeans i Nicole Fahri.
Sigrid pojawiła się w wielu magazynach takich jak: paryskie „Vogue”, „Harper’s Bazaar” i „Numéro”. Niedawno Agren ukazała się na okładce magazynu „3 ID” w czerwcowo-lipcowym numerze, obok Tashy Tilberg i Raquel Zimmermann.
W sezonie jesień/zima 2009 Sigrid ukazała się w 68 międzynarodowych pokazach mody takich projektantów jak Dolce & Gabbana, Jul Sander i Christian Dior. Sigrid była recenzowana w czasopismach modowych po pokazach dla Valentino, Alberta Ferretti, Karl Lagerfeld, Pucci, Diane von Furstenberg, Costume National, Marni, Ruffian, Marc by Marc Jacobs, Antonio Berardi i Max Azira. Otwierała i zamykała pokazy dla Chloé.
Agren zajmuje obecnie szesnaste miejsce w ogólnoświatowym rankingu Top 50 modelek.
W nadchodzącym sezonie zimowym 2009, Agren będzie twarzą domu mody Stelli McCartney, zastępując na tym stanowisku Kate Moss.